# كأس آسيا 2019
بطولة كأس آسيا لكرة القدم لعام 2019 كانت النسخة السابعة عشر من كأس آسيا، وهي بطولة كرة القدم الدولية للرجال التي ينظمها الاتحاد الآسيوي لكرة القدم كل أربع سنوات. عقدت في الإمارات العربية المتحدة من 5 يناير إلى 1 فبراير 2019. فازت قطر بالبطولة بعد فوزها على اليابان 3–1 في المباراة النهائية. وحصلت قطر على حق المشاركة في كأس القارات 2021، ولكن ألغيت البطولة فيما بعد بينما استضافت قطر كأس العالم 2022.
أُعلنت الإمارات العربية المتحدة بصفتها الدولة المضيفة للبطولة في 9 مارس 2015، في حين كانت إيران هي العارض الوحيد المتبقي للحصول على حق استضافة نهائيات 2019. وهذه هي المرة الثانية التي تستضيف فيها الإمارات العربية المتحدة البطولة بعد نهائيات 1996.
لأول مرة، لعب في البطولة النهائية لكأس آسيا 24 فريقاً، بعد أن تم توسيعها من شكل الـ16 فريقاً الذي تم استخدامه من عام 2004 إلى عام 2015. في إطار هذا الشكل الجديد، سيلعب المتسابقون النهائيون مرحلة جماعية تتكون من ست مجموعات من أربعة فرق، تليها مرحلة خروج المغلوب من 16 فريقًا. تأهل البلد المضيف تلقائيًا للبطولة النهائية، في حين تم تحديد 23 مكانًا المتبقية من بين 45 فريقًا وطنيًا في منافسة تأهيلية، والتي امتدت من مارس 2015 إلى مارس 2018، حيث كانت الجولتان الأوليتان جزءًا من عملية التأهل لكأس العالم 2018 للاتحاد الآسيوي. كانت أستراليا حامل اللقب بعد الفوز بالمنافسة السابقة في عام 2015.

## اختيار المضيف
تمت الموافقة على عملية تقديم الطلبات والجدول الزمني لكأس آسيا 2019 في مؤتمر الاتحاد الآسيوي لكرة القدم بتاريخ 28 نوفمبر 2012. وكان من المقرر أصلًا الإعلان عن العرض الفائز في مؤتمر الاتحاد الآسيوي لكرة القدم في يونيو ومرة أخرى في نوفمبر 2014. ومع ذلك، في احتفاله بالذكرى الستين في نهاية عام 2014، أشار الاتحاد الآسيوي إلى تاريخ «صيف 2015» عندما يتم الإعلان عن ذلك.
في يناير 2015، قال الأمين العام للاتحاد الآسيوي لكرة القدم أليكس سوساي إن إيران والإمارات العربية المتحدة هما المرشحان الوحيدان المتبقيان لكأس آسيا 2019 وسيتم الإعلان عن المضيف المحتمل في مارس 2015.
في 9 مارس 2015، أعلن الاتحاد الآسيوي لكرة القدم المضيف خلال اجتماع للجنة التنفيذية للاتحاد الآسيوي لكرة القدم في المنامة، البحرين.

## الفرق

### التأهيل
حددت التصفيات المؤهلة لكأس آسيا 2019، 24 فريقًا للمشاركة في البطولة. في عام 2014، صادقت لجنة مسابقات الاتحاد الآسيوي لكرة القدم على اقتراح بدمج جولات التأهل التمهيدية لكأس العالم مع كأس آسيا. تمت البنية التأهيلية الجديدة على ثلاث مراحل، اندمجت الإثنتان الأوليتان مع المرحلة التأهيلية لكأس العالم 2018. في الجولة الأولى، لعبت الفرق ذات التصنيف الأدنى ذهابًا وإيابًا على مرحلتين لتقليل العدد الإجمالي للفرق إلى 40 فريقًا. في الجولة الثانية، تم تقسيم 40 فريقًا إلى ثماني مجموعات من خمس مجموعات من أجل لعب مباريات ذهاب وإياب، حيث تأهل ثمانية من الفائزين بالمجموعة وأربعة أفضل نواب للأبطال لنهائيات كأس آسيا 2019. في الجولة الثالثة، تم تقسيم أفضل 24 فريقًا خرج من الدور الثاني إلى ست مجموعات من أربعة وتنافس على المراكز المتبقية في كأس آسيا 2019. عُقدت الجولة التأهيلية الأولى في 12 مارس 2015، وانتهت المباراة النهائية للدور الثالث في 27 مارس 2018.

#### الفرق المتأهلة
تأهلت الهند وسوريا وتايلاند وتركمانستان للبطولة بعد غيابها عن العديد من الكؤوس الآسيوية بين عامي 2004 و2015. تأهل لبنان وفيتنام لأول مرة بعد استضافة البطولتين عامي 2000 و2007 على التوالي. بالنسبة لفيتنام، كانت هذه هي المرة الأولى التي تأهل فيها لكأس آسيا كأمة موحدة، بعد أن شاركت بصفة فيتنام الجنوبية في أول طبعتين (1956 و1960)، فضلًا عن استضافة طبعة 2007. كما كانت هذه هي المرة الأولى التي يتم فيها تأهيل اليمن لكأس آسيا لكرة القدم كدولة موحدة، وذلك نظرًا لتصنيف الاتحاد الدولي لكرة القدم (الفيفا) والاتحاد الآسيوي (AFC) لمشاركة اليمن الجنوبي في عام 1976 كسجل متميز لا علاقة له باليمن، والذي يتبع اليمن الشمالي. بالإضافة إلى اليمن، احتفلت الفلبين وقيرغيزستان أيضًا بهذه النسخة كأول مراتها الأولى للتأهل لكأس آسيوي.
كانت طاجيكستان، بالإضافة إلى نظيرتها البلد العضو في رابطة كرة القدم الآسيوية الوسطى، أفغانستان هما الدولتان الوحيدتان في الاتحاد الكونفدرالي الذي فشل في التأهل إلى البطولة. تأهلت إيران إلى كأس آسيا للمرة الأولى كعضو في رابطة كرة القدم الآسيوية الوسطى، بعد تأهلها في وقت سابق كجزء من اتحاد غرب آسيا لكرة القدم. وكانت ماليزيا وإندونيسيا المضيفتين الوحيدتين لبطولة 2007 التي لم تتأهلا لكأس آسيا، حيث أنهت ماليزيا حملتها في كارثة بنقطة واحدة فقط في ست مباريات. بينما لم تتمكن إندونيسيا من الوصول إلى المنافسة التمهيدية بسبب التوترات في الاتحاد الإندونيسي لكرة القدم. الكويت كانت الدولة العربية الوحيدة التي لم تتأهل لكأس آسيا، حيث تم منعها من إكمال التصفيات بسبب عقوبات الفيفا. وظلت الهند الفريق الوحيد في جنوب آسيا الذي تأهل إلى البطولة.

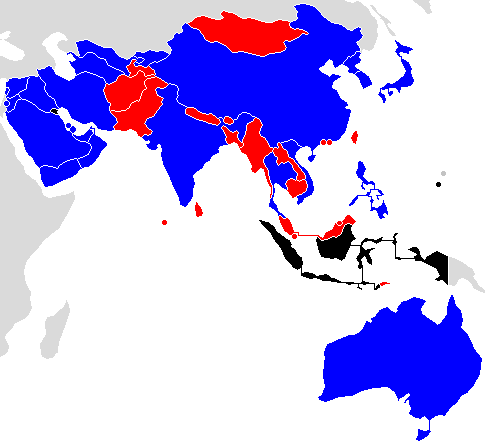
تأهل لكأس آسيا
فشل في التأهل
استبعد أو انسحب
ليس عضوا في الاتحاد الآسيوي

| اتحاد وسط آسيا لكرة القدم (4) - إيران - أوزبكستان - قرغيزستان - تركمانستان اتحاد شرق آسيا لكرة القدم (4) - الصين - اليابان - كوريا الشمالية - كوريا الجنوبية | اتحاد آسيان لكرة القدم (4) - أستراليا - تايلاند - فيتنام - الفلبين اتحاد جنوب آسيا لكرة القدم (1) - الهند | اتحاد غرب آسيا لكرة القدم (11) - البحرين - العراق - الأردن - لبنان - عمان - فلسطين - قطر - السعودية - سوريا - الإمارات العربية المتحدة (المضيف) - اليمن |  |  |

| فريق                     | تأهل باعتباره                        | تأهل في        | مشاركات سابقة في كأس آسيا1                                                        |
| ------------------------ | ------------------------------------ | -------------- | --------------------------------------------------------------------------------- |
| الإمارات العربية المتحدة | المضيف                               | 9 مارس 2015    | 9 (1980، 1984، 1988، 1992، 1996، 2004، 2007، 2011، 2015)                          |
| السعودية                 | الفائز في المجموعة أ في الدور الثاني | 24 مارس 2016   | 9 (1984، 1988، 1992، 1996، 2000، 2004، 2007، 2011، 2015)                          |
| أستراليا                 | الفائز في المجموعة ب في الدور الثاني | 29 مارس 2016   | 3 (2007، 2011، 2015)                                                              |
| قطر                      | الفائز في المجموعة ج في الدور الثاني | 17 نوفمبر 2015 | 9 (1980، 1984، 1988، 1992، 2000، 2004، 2007، 2011، 2015)                          |
| إيران                    | الفائز في المجموعة د في الدور الثاني | 29 مارس 2016   | 13 (1968، 1972، 1976، 1980، 1984، 1988، 1992، 1996، 2000، 2004، 2007، 2011، 2015) |
| اليابان                  | الفائز في المجموعة ر في الدور الثاني | 24 مارس 2016   | 8 (1988، 1992، 1996، 2000، 2004، 2007، 2011، 2015)                                |
| تايلاند                  | الفائز في المجموعة س في الدور الثاني | 24 مارس 2016   | 6 (1972، 1992، 1996، 2000، 2004، 2007)                                            |
| كوريا الجنوبية           | الفائز في المجموعة ص في الدور الثاني | 13 يناير 2016  | 13 (1956، 1960، 1964، 1972، 1980، 1984، 1988، 1996، 2000، 2004، 2007، 2011، 2015) |
| أوزبكستان                | الفائز في المجموعة ط في الدور الثاني | 29 مارس 2016   | 6 (1996، 2000، 2004، 2007، 2011، 2015)                                            |
| العراق                   | أفضل وصيف في الدور الثاني            | 29 مارس 2016   | 8 (1972، 1976، 1996، 2000، 2004، 2007، 2011، 2015)                                |
| سوريا                    | ثاني أفضل وصيف في الدور الثاني       | 29 مارس 2016   | 5 (1980، 1984، 1988، 1996، 2011)                                                  |
| الصين                    | ثالث أفضل وصيف في الدور الثاني       | 29 مارس 2016   | 11 (1976، 1980، 1984، 1988، 1992، 1996، 2000، 2004، 2007، 2011، 2015)             |
| الهند                    | الفائز في المجموعة أ في الدور الثالث | 11 أكتوبر 2017 | 3 (1964، 1984، 2011)                                                              |
| قرغيزستان                | الوصيف في المجموعة أ في الدور الثاني | 22 مارس 2018   | 0 (لأول مرة)                                                                      |
| لبنان                    | الفائز في المجموعة ب في الدور الثاني | 10 نوفمبر 2017 | 1 (2000)                                                                          |
| كوريا الشمالية           | الوصيف في المجموعة ب في الدور الثالث | 27 مارس 2018   | 4 (1980، 1992، 2011، 2015)                                                        |
| الأردن                   | الفائز في المجموعة ج في الدور الثالث | 14 نوفمبر 2017 | 3 (2004، 2011، 2015)                                                              |
| فيتنام                   | الوصيف في المجموعة ج في الدور الثالث | 14 نوفمبر 2017 | 3 (19562، 19602، 2007)                                                            |
| فلسطين                   | الوصيف في المجموعة د في الدور الثالث | 10 أكتوبر 2017 | 1 (2015)                                                                          |
| عمان                     | الفائز في المجموعة د في الدور الثالث | 10 أكتوبر 2017 | 3 (2004، 2007، 2015)                                                              |
| البحرين                  | الفائز في المجموعة ر في الدور الثالث | 14 نوفمبر 2017 | 5 (1988، 2004، 2007، 2011، 2015)                                                  |
| تركمانستان               | الوصيف في المجموعة ر في الدور الثالث | 14 نوفمبر 2017 | 1 (2004)                                                                          |
| الفلبين                  | الفائز في المجموعة س في الدور الثالث | 27 مارس 2018   | 0 (لأول مرة)                                                                      |
| اليمن                    | الوصيف في المجموعة س في الدور الثالث | 27 مارس 2018   | 0 (لأول مرة)                                                                      |

1 الخط الغامق يعني البطل هذا العام. المائل يشير إلى المضيف لهذا العام.
2 بوصفها فيتنام الجنوبية

## القرعة
تم إجراء قرعة البطولة النهائية يوم 4 مايو 2018، الساعة 19:30 بالتوقيت العالمي المنسق + 04: 00، في فندق أرماني ببرج خليفة في دبي. كان ترتيب الفيفا في أبريل 2018 بمثابة الأساس لهذا الترتيب. تم وضع الفرق الـ12 التي ضمنت مكانها في البطولة النهائية في نهاية الجولة الثانية من التصفيات في أواني 1 و2 في حين تم تخصيص الفرق الأخرى التي تأهلت في الجولة الثالثة للأواني المتبقية. بصفتها الدولة المضيفة، وضعت دولة الإمارات العربية المتحدة في وعاء 1.
| الوعاء 1 | الوعاء 2                                                                             | الوعاء 3                                                                            | الوعاء 4                                                                                               |
| --- | ------------------------------------------------------------------------------------ | ----------------------------------------------------------------------------------- | --- |
| الإمارات العربية المتحدة (81) (المضيف) · إيران (36) · أستراليا (40) · اليابان (60) · كوريا الجنوبية (61) · السعودية (70) · | الصين (73) · سوريا (76) · أوزبكستان (88) · العراق (88) · قطر (101) · تايلاند (122) · | قرغيزستان (75) · لبنان (79) · فلسطين (83) · عمان (87) · الهند (97) · فيتنام (103) · | كوريا الشمالية (112) · الفلبين (113) · البحرين (116) · الأردن (117) · اليمن (125) · تركمانستان (129) · |

### السحب النهائي
على عكس بطولة أمم أوروبا 2016، تم تعيين فرق من كل وعاء في كأس آسيا في مواقع مجموعاتهم في الترتيب العددي لمرحلة المجموعات، على سبيل المثال فريق الوعاء 1 تم تعيينه إلى A1، وتابع.
نتج عن السحب المجموعات التالية:
| مرك. | فريق                     |
| ---- | ------------------------ |
| A1   | الإمارات العربية المتحدة |
| A2   | تايلاند                  |
| A3   | الهند                    |
| A4   | البحرين                  |

| مرك. | فريق     |
| ---- | -------- |
| B1   | أستراليا |
| B2   | سوريا    |
| B3   | فلسطين   |
| B4   | الأردن   |

| مرك. | فريق           |
| ---- | -------------- |
| C1   | كوريا الجنوبية |
| C2   | الصين          |
| C3   | قرغيزستان      |
| C4   | الفلبين        |

| مرك. | فريق   |
| ---- | ------ |
| D1   | إيران  |
| D2   | العراق |
| D3   | فيتنام |
| D4   | اليمن  |

| مرك. | فريق           |
| ---- | -------------- |
| E1   | السعودية       |
| E2   | قطر            |
| E3   | لبنان          |
| E4   | كوريا الشمالية |

| مرك. | فريق       |
| ---- | ---------- |
| F1   | اليابان    |
| F2   | أوزبكستان  |
| F3   | عمان       |
| F4   | تركمانستان |

## مسؤولوا المباراة

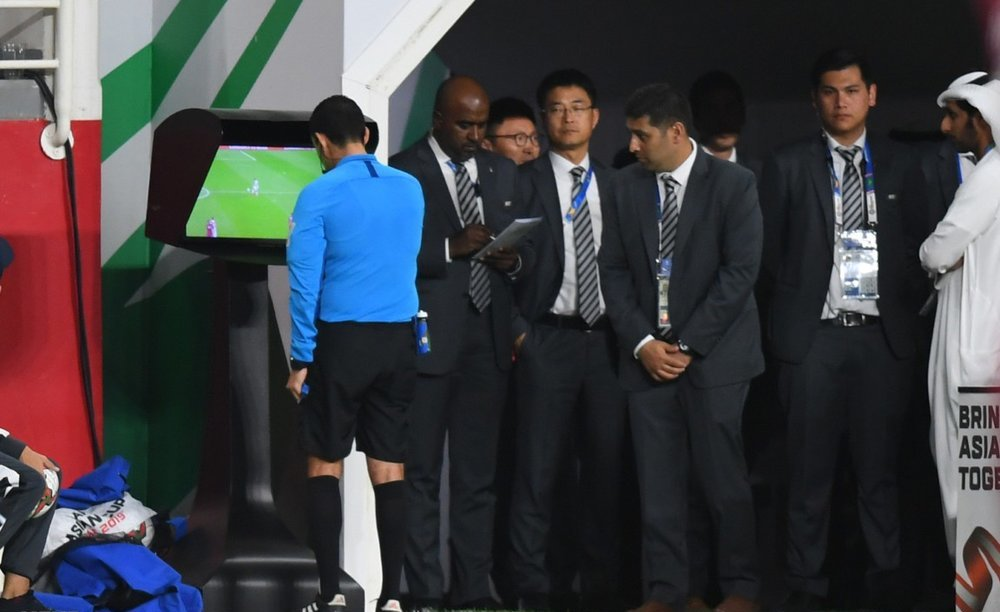
الحكم سيزار أرتورو راموس يراجع اللعب باستخدام تقنية حكم الفيديو المساعد خلال مباراة نصف نهائي بين قطر والإمارات.

في 5 ديسمبر 2018، أعلن الاتحاد الآسيوي لكرة القدم قائمة من 30 حكام و 30 حكام مساعدين وحكمين احتياطيين وحكمين احتياطيين آخرين للحكام المساعدين، بما في ذلك حكم واحد وحكمان مساعدين من الكونكاكاف للبطولة. تم استخدام حكم الفيديو المساعد (VAR) من دور الثمانية فصاعداً. في كل مباراة ، رافق الحكم ومساعدوه اثنان من الحكام المساعدين المتمركزين بجانب مرمى هدف كل فريق.

### الحكام
| - كريس بيث - بيتر غرين - نواف شكر الله - فو مينغ - ما نينغ - ليو كووك مان | - علي رضا فغاني - علي صباح - مهند قاسم - ليدا غومبير - كميورا هيروكي - ريوجي ساتو | - أحمد العلي - أدهم مخادمة - كيم دونغ-جين - كو هيونغ-جان - محمد أميرول إيزوان يعقوب - سيزار أرتورو راموس | - أحمد الكاف - عبد الرحمن الجاسم - خميس الكواري - خميس المري - تركي الخضير - محمد تقي | - هيتيكامكانامغي بيريرا - عمار الجنيبي - محمد عبد الله حسن محمد - رافشان إيرماتوف - فالنتين كوفالينكو - إيلغيز تنتاشيف |

### الحكام المساعدين
| - ماثيو كريم - Anton Shchetinin - محمد سلمان - ياسر خليل - Cao Yi - هيو ويمينغ | - محمدرضا منصوري - رضا سخندان - جون ميهارا - هيروشي ياموتشي - Mohammad Al-Kalaf - Ahmad Al-Roalle | - Park Sang-jun - Yoon Kwang-yeol - Sergei Grishchenko - Mohd Yusri Muhamad - محمد زين العابدين - ميغيل هيرنانديز | - ألبرتو مورين - أبو بكر العمري - راشد الغيثي - سعود المقلة - طالب المري - محمد العبكري | - روني كيات - Palitha Hemathunga - محمد الحمادي - حسن المهري - عبدوخمیدولو رسولف - سيدوف جكانغير |

### حكام الفيديو المساعد
| - باولو فاليري | - داني ماكيلي |

### الحكام الاحتياطيين
| - نيفون روبيش غاميني | - حنا حطاب |

### الحكام الاحتياطيين للحكام المساعدين
| - علي عبيدي | - Priyanga Palliya Guruge |

## التشكيلات
يجب على كل فريق تسجيل مجموعة تتكون من 18 لاعباً على الأقل و 23 لاعباً كحد أقصى، يجب أن يكون ثلاثة منهم على الأقل حراس مرمى.

## الشكل
تم توسيع البطولة إلى 24 فريقًا من الصيغة السابقة للفرق البالغ عددها 16، والتي تم استخدامها منذ عام 2004. سيستلم المضيفون فقط مكانًا مؤهلاً تلقائيًا، بينما ستتأهل الفرق الـ23 الأخرى من خلال دورة تأهيلية. في النهائيات، سيتم تقسيم الفرق الأربعة والعشرين إلى ست مجموعات من أربعة فرق لكل منهما. تلعب فرق كل مجموعة جولة روبن واحدة. بعد مرحلة المجموعات، سينتقل الفريقان الأولان وأفضل أربعة فرق مصنفة ثالثة إلى مرحلة خروج المغلوب، بدءًا من دور ال16. للمرة الأولى منذ أن تمت إضافة مرحلة الإقصاء إلى المنافسة في عام 1972، لن يكون هناك مباراة فاصلة على المركز الثالث. هذا هو بالضبط نفس الشكل المطبق على بطولة أمم أوروبا 2016 وهو مماثل لما حدث في كأس العالم 1986 و1990 و1994، باستثناء أن كأس العالم شملت مباراة فاصلة على المركز الثالث.

## الجدول الزمني
أعلن الاتحاد الآسيوي لكرة القدم الجدول الزمني الرسمي للمباريات في 7 مايو 2018. سيستضيف ستاد مدينة زايد الرياضية، أحد الملاعب الثلاثة في أبو ظبي، المباراة الافتتاحية والنهائية. سيعمل تقويم المباريات نفسه على زيادة استخدام الملاعب. سيتم تعيين خمس مباريات على الأقل لكل مكان، وسيستضيف كل ملعب مباراة واحدة على الأقل في مرحلة خروج المغلوب. سيتم عقد الدور نصف النهائي في أبو ظبي ودبي في تواريخ مختلفة. لن تستضيف أي مدينة مباراتين في نفس اليوم، باستثناء الجولة الأخيرة من مباريات مرحلة المجموعات، والتي يتطلب فيها بدء المباراة بشكل متزامن.

## الملاعب
| أبو ظبي                   | أبو ظبي                                                           | أبو ظبي                                                           |
| ------------------------- | ----------------------------------------------------------------- | ----------------------------------------------------------------- |
| ستاد مدينة زايد الرياضية  | ملعب محمد بن زايد                                                 | ملعب آل نهيان                                                     |
| السعة: 45,000 (تم توسعته) | السعة: 42,056 (تم توسعته)                                         | السعة: 12,201 (تم توسعته)                                         |
|                           |                                                                   |                                                                   |
| دبي                       | أبو ظبي الشارقة دبي العينكأس آسيا 2019 (الإمارات العربية المتحدة) | أبو ظبي الشارقة دبي العينكأس آسيا 2019 (الإمارات العربية المتحدة) |
| استاد راشد                | أبو ظبي الشارقة دبي العينكأس آسيا 2019 (الإمارات العربية المتحدة) | أبو ظبي الشارقة دبي العينكأس آسيا 2019 (الإمارات العربية المتحدة) |
| السعة: 12,000 (تم توسعته) | أبو ظبي الشارقة دبي العينكأس آسيا 2019 (الإمارات العربية المتحدة) | أبو ظبي الشارقة دبي العينكأس آسيا 2019 (الإمارات العربية المتحدة) |
|                           | أبو ظبي الشارقة دبي العينكأس آسيا 2019 (الإمارات العربية المتحدة) | أبو ظبي الشارقة دبي العينكأس آسيا 2019 (الإمارات العربية المتحدة) |
| دبي                       | أبو ظبي الشارقة دبي العينكأس آسيا 2019 (الإمارات العربية المتحدة) | أبو ظبي الشارقة دبي العينكأس آسيا 2019 (الإمارات العربية المتحدة) |
| ملعب آل مكتوم             | أبو ظبي الشارقة دبي العينكأس آسيا 2019 (الإمارات العربية المتحدة) | أبو ظبي الشارقة دبي العينكأس آسيا 2019 (الإمارات العربية المتحدة) |
| السعة: 15,058 (تم تجديده) | أبو ظبي الشارقة دبي العينكأس آسيا 2019 (الإمارات العربية المتحدة) | أبو ظبي الشارقة دبي العينكأس آسيا 2019 (الإمارات العربية المتحدة) |
|                           | أبو ظبي الشارقة دبي العينكأس آسيا 2019 (الإمارات العربية المتحدة) | أبو ظبي الشارقة دبي العينكأس آسيا 2019 (الإمارات العربية المتحدة) |
| العين                     | العين                                                             | الشارقة                                                           |
| ستاد هزاع بن زايد         | ستاد خليفة بن زايد                                                | ستاد الشارقة                                                      |
| السعة: 25,965             | السعة: 16,009 (تم توسعته)                                         | السعة: 11,073 (تم توسعته)                                         |
|                           |                                                                   |                                                                   |

## مرحلة المجموعات

### المجموعة أ
شهدت المجموعة أ المباراة الافتتاحية للبطولة التي انتهت بالتعادل بين الإمارات العربية المتحدة والبحرين، حيث حصل أحمد خليل على هدف التعادل في الدقيقة 88 بعد أن الفارق هدف واحد قبل عشر دقائق فقط. بالنسبة للإمارات العربية المتحدة وتايلاند، تأهلت كأعلى دولتين نقاطًا في المجموعة بعد تعادلهما 1-1 في استاد هزاع بن زايد؛ مما جعلهما يتأهلان وتقدم منتخب تايلاند على البحرين بالترتيب بعد فوزه عليه 1-0. انتهت الهند بتذيلها المجموعة بعد أن سجلت أول فوز لها في كأس آسيا منذ 55 عامًا بعد أن غلبت تايلاند في مباراتها الافتتاحية قبل أن تخسر المبارتين المتبقيتين.
| م | الفريق                       | لعب | ف | ت | خ | أ.له | أ.ع | أ.ف | نقاط | التأهل                      |
| - | ---------------------------- | --- | - | - | - | ---- | --- | --- | ---- | --------------------------- |
| 1 | الإمارات العربية المتحدة (H) | 3   | 1 | 2 | 0 | 4    | 2   | +2  | 5    | تقدم إلى مرحلة خروج المغلوب |
| 2 | تايلاند                      | 3   | 1 | 1 | 1 | 3    | 5   | −2  | 4    | تقدم إلى مرحلة خروج المغلوب |
| 3 | البحرين                      | 3   | 1 | 1 | 1 | 2    | 2   | 0   | 4    | تقدم إلى مرحلة خروج المغلوب |
| 4 | الهند                        | 3   | 1 | 0 | 2 | 4    | 4   | 0   | 3    |                             |

1. 1 2  نقاط التنافس المباشر: تايلند 3، البحرين 0.

| الإمارات العربية المتحدة | 1–1   | البحرين       |
| ------------------------ | ----- | ------------- |
| - خليل 88' (ركلة.)       | تقرير | - الرميحي 78' |

| تايلاند       | 1–4   | الهند                                                |
| ------------- | ----- | ---------------------------------------------------- |
| - تيراسيل 33' | تقرير | - تشيتري 27' (ركلة.)، 46' - تابا 68' - لالبيكلوا 80' |

| البحرين | 0–1   | تايلاند        |
| ------- | ----- | -------------- |
|         | تقرير | - تشاناتيب 58' |

| الهند | 0–2   | الإمارات العربية المتحدة      |
| ----- | ----- | ----------------------------- |
|       | تقرير | - خلفان مبارك 41' - مبخوت 88' |

| الإمارات العربية المتحدة | 1–1   | تايلاند         |
| ------------------------ | ----- | --------------- |
| - مبخوت 7'               | تقرير | - بوانغتشان 41' |

| الهند | 0–1   | البحرين              |
| ----- | ----- | -------------------- |
|       | تقرير | - راشد 90+1' (ركلة.) |

### المجموعة ب

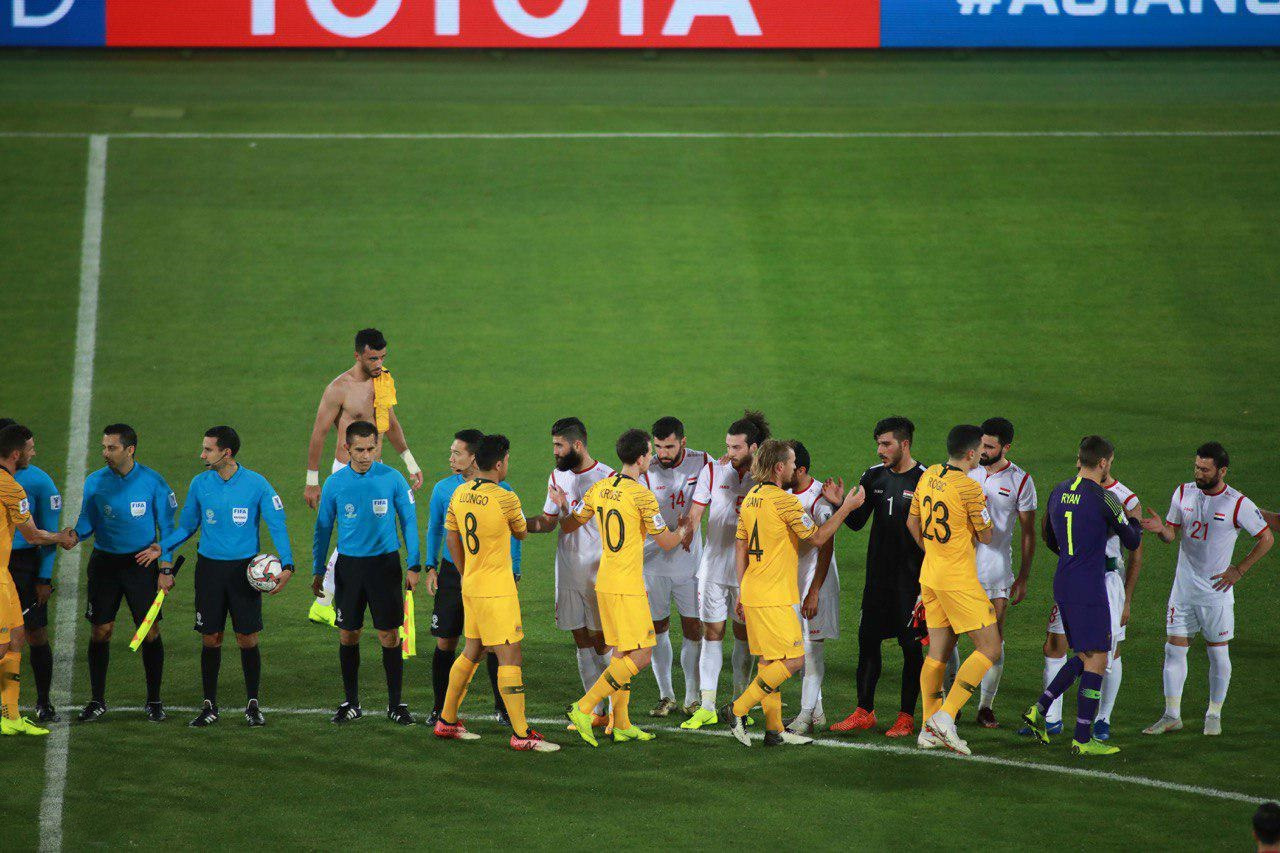
اللاعبون قبل انطلاق مباراة منتخب أستراليا ضد منتخب سوريا.

المجموعة ب شهدت تأهل الأردن إلى صدارة المجموعة بعد فوزه على حامل اللقب في المباراة الافتتاحية برأسية من أنس بني ياسين. تلا ذلك فوز على سوريا 2-0 والذي أدى إلى طرد مدرب المنتخب السوري بيرند شتانغه بعد المباراة واستبداله بفجر إبراهيم. وانضم إليهم في دور الـ 16 منتخب أستراليا الذي خسر أمام الأردن في مباراتها الافتتاحية، وحقق انتصارين على فلسطين وسوريا؛ تلك المباراة التي فاز بها فقط بهدف من توم روجيك في الوقت المحتسب بدل الضائع.
| م | الفريق   | لعب | ف | ت | خ | أ.له | أ.ع | أ.ف | نقاط | التأهل                      |
| - | -------- | --- | - | - | - | ---- | --- | --- | ---- | --------------------------- |
| 1 | الأردن   | 3   | 2 | 1 | 0 | 3    | 0   | +3  | 7    | تقدم إلى مرحلة خروج المغلوب |
| 2 | أستراليا | 3   | 2 | 0 | 1 | 6    | 3   | +3  | 6    | تقدم إلى مرحلة خروج المغلوب |
| 3 | فلسطين   | 3   | 0 | 2 | 1 | 0    | 3   | −3  | 2    |                             |
| 4 | سوريا    | 3   | 0 | 1 | 2 | 2    | 5   | −3  | 1    |                             |

| أستراليا | 0–1   | الأردن          |
| -------- | ----- | --------------- |
|          | تقرير | - بني ياسين 26' |

| سوريا | 0–0   | فلسطين |
| ----- | ----- | ------ |
|       | تقرير |        |

| الأردن                   | 2–0   | سوريا |
| ------------------------ | ----- | ----- |
| - التعمري 26' - خطاب 43' | تقرير |       |

| فلسطين | 0–3   | أستراليا                               |
| ------ | ----- | -------------------------------------- |
|        | تقرير | - ماكلارين 18' - مابيل 20' - جيانو 90' |

| أستراليا                                     | 3–2   | سوريا                            |
| -------------------------------------------- | ----- | -------------------------------- |
| - مابيل 41' - إيكونوميديس 54' - روغيتش 90+3' | تقرير | - خربين 43' - السومة 80' (ركلة.) |

| فلسطين | 0–0   | الأردن |
| ------ | ----- | ------ |
|        | تقرير |        |

### المجموعة ج
شهدت المجموعة ج تأهل كوريا الجنوبية والصين إلى المركزين الأول والثاني، في المباراة بين المباراتين لمنتخب كوريا الجنوبية تراه في صدارة المجموعة بعد فوزه بنتيجة 2-0. هذا يعني أن كوريا الجنوبية انتهت من دور المجموعات دون أن يُسجل عليها هدفًا بعد فوزها 1-0 على الفلبين وقيرغيزستان. المنافسة على المركز الثالث، كان بين اثنين من القادمين الجدد للمنافسة، حيث حصلت قيرغيزستان على أول فوز لها في مسابقة آسيوية بثلاثية (هاتريك) من فيتالي لوكس وحقق الفوز 3-1 لفريق وسط آسيا على الرغم من التأخر في المواساة. هدف ستيفان شروك كان أول هدف فلبيني في البطولة والوحيد.
| م | الفريق         | لعب | ف | ت | خ | أ.له | أ.ع | أ.ف | نقاط | التأهل                      |
| - | -------------- | --- | - | - | - | ---- | --- | --- | ---- | --------------------------- |
| 1 | كوريا الجنوبية | 3   | 3 | 0 | 0 | 4    | 0   | +4  | 9    | تقدم إلى مرحلة خروج المغلوب |
| 2 | الصين          | 3   | 2 | 0 | 1 | 5    | 3   | +2  | 6    | تقدم إلى مرحلة خروج المغلوب |
| 3 | قرغيزستان      | 3   | 1 | 0 | 2 | 4    | 4   | 0   | 3    | تقدم إلى مرحلة خروج المغلوب |
| 4 | الفلبين        | 3   | 0 | 0 | 3 | 1    | 7   | −6  | 0    |                             |

| الصين                               | 2–1   | قرغيزستان       |
| ----------------------------------- | ----- | --------------- |
| - ماتياش 50' (هـ.ذ.) - يو داباو 78' | تقرير | - إسرائيلوف 42' |

| كوريا الجنوبية     | 1–0   | الفلبين |
| ------------------ | ----- | ------- |
| - هوانغ أوي-جو 67' | تقرير |         |

| الفلبين | 0–3   | الصين                           |
| ------- | ----- | ------------------------------- |
|         | تقرير | - وو لي 40'، 66' - يو داباو 81' |

| قرغيزستان | 0–1   | كوريا الجنوبية    |
| --------- | ----- | ----------------- |
|           | تقرير | - كيم مين-جاي 41' |

| كوريا الجنوبية                               | 2–0   | الصين |
| -------------------------------------------- | ----- | ----- |
| - هوانغ أوي-جو 14' (ركلة.) - كيم مين-جاي 51' | تقرير |       |

| قرغيزستان            | 3–1   | الفلبين    |
| -------------------- | ----- | ---------- |
| - لوكس 24'، 51'، 77' | تقرير | - شروك 80' |

### المجموعة د

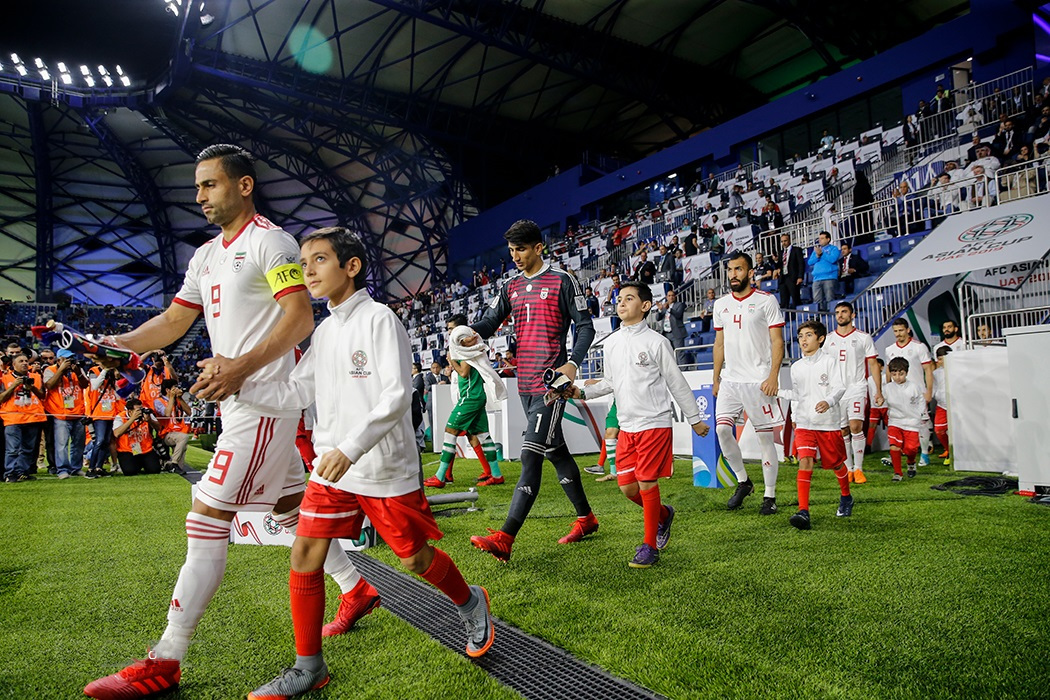
لاعبو منتخب إيران لحظة دخولهم ملعب آل مكتوم أثناء مباراتهم ضد منتخب العراق

شهدت المجموعة د تأهل كل من إيران والعراق إلى الدور السادس عشر كأعلى فريقين نقاطًا بعد إنهاء من كل منهما المجموعة برصيد سبع نقاط؛ حيث أن انتهت مباراتهما بالتعادل بدون أهداف على ملعب آل مكتوم. لكن إيران احتلت صدارة المجموعة بعد أن هزمت اليمن لأول مرة في المباراة الأولى 5-0 والتي تضمنت ضعف من مهدي طارمي. كما شهد الفوز على فيتنام 2-0 أن الفريق يمر بثلاث شباك نظيفة من ثلاث. كان للعراق مباراة أكثر صرامة في المباراة الافتتاحية ضد فيتنام بهدف في الدقيقة 90 فقط من علي عدنان الذي حصل على النقاط الثلاث للعراق. وتبع ذلك فيما بعد الفوز 3-0 على اليمن ليتأهل مع إيران.
| م | الفريق | لعب | ف | ت | خ | أ.له | أ.ع | أ.ف | نقاط | التأهل                      |
| - | ------ | --- | - | - | - | ---- | --- | --- | ---- | --------------------------- |
| 1 | إيران  | 3   | 2 | 1 | 0 | 7    | 0   | +7  | 7    | تقدم إلى مرحلة خروج المغلوب |
| 2 | العراق | 3   | 2 | 1 | 0 | 6    | 2   | +4  | 7    | تقدم إلى مرحلة خروج المغلوب |
| 3 | فيتنام | 3   | 1 | 0 | 2 | 4    | 5   | −1  | 3    | تقدم إلى مرحلة خروج المغلوب |
| 4 | اليمن  | 3   | 0 | 0 | 3 | 0    | 10  | −10 | 0    |                             |

| إيران                                               | 5–0   | اليمن |
| --------------------------------------------------- | ----- | ----- |
| - طارمي 12'، 25' - دجاكه 23' - آزمون 53' - قدوس 78' | تقرير |       |

| العراق                              | 3–2   | فيتنام                             |
| ----------------------------------- | ----- | ---------------------------------- |
| - م. علي 35' - طارق 60' - عدنان 90' | تقرير | - فائز 24' (هـ.ذ.) - كونغ فونغ 42' |

| فيتنام | 0–2   | إيران            |
| ------ | ----- | ---------------- |
|        | تقرير | - آزمون 38'، 69' |

| اليمن | 0–3   | العراق                              |
| ----- | ----- | ----------------------------------- |
|       | تقرير | - م. علي 11' - رسن 19' - عباس 90+1' |

| فيتنام                                           | 2–0   | اليمن |
| ------------------------------------------------ | ----- | ----- |
| - نغوين كوانغ هاي 38' - كوي نغوك هاي 64' (ركلة.) | تقرير |       |

| إيران | 0–0   | العراق |
| ----- | ----- | ------ |
|       | تقرير |        |

### المجموعة ر

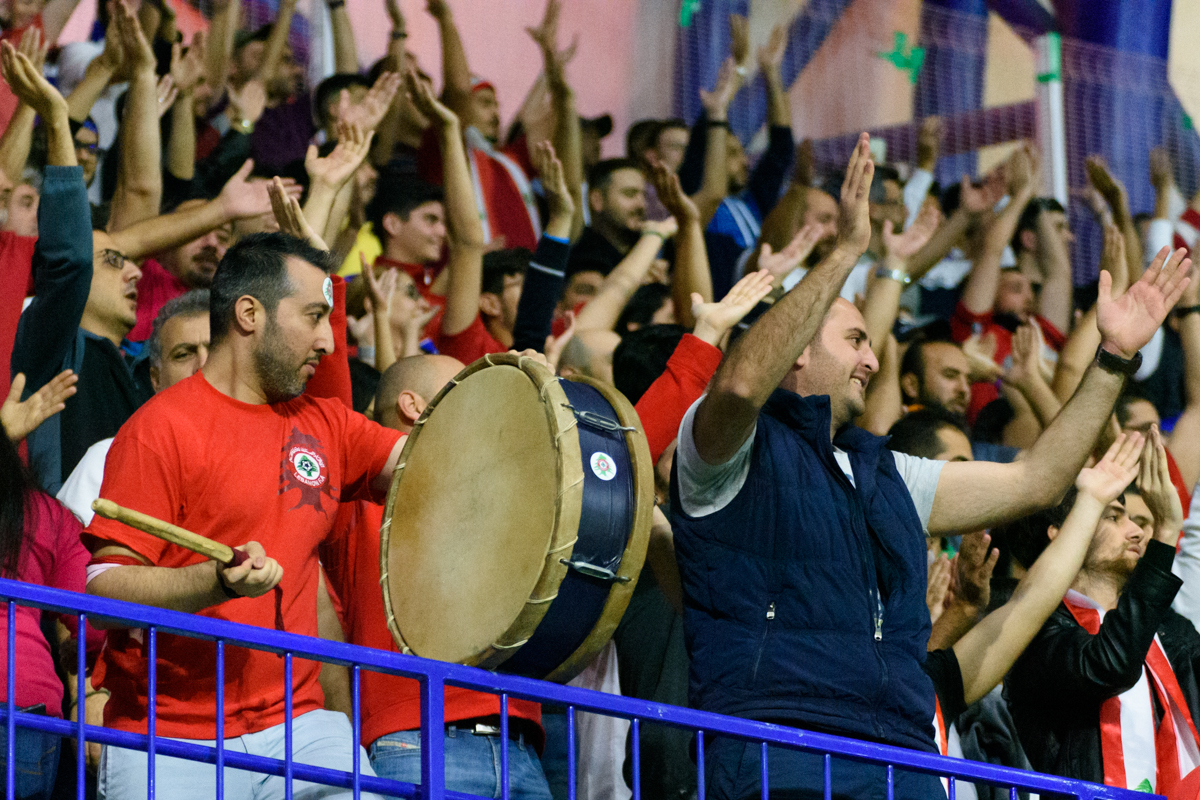
الجماهير اللبنانية أثناء مباراة منتخب لبنان ضد المنتخب السعودي

| م | الفريق         | لعب | ف | ت | خ | أ.له | أ.ع | أ.ف | نقاط | التأهل                      |
| - | -------------- | --- | - | - | - | ---- | --- | --- | ---- | --------------------------- |
| 1 | قطر            | 3   | 3 | 0 | 0 | 10   | 0   | +10 | 9    | تقدم إلى مرحلة خروج المغلوب |
| 2 | السعودية       | 3   | 2 | 0 | 1 | 6    | 2   | +4  | 6    | تقدم إلى مرحلة خروج المغلوب |
| 3 | لبنان          | 3   | 1 | 0 | 2 | 4    | 5   | −1  | 3    |                             |
| 4 | كوريا الشمالية | 3   | 0 | 0 | 3 | 1    | 14  | −13 | 0    |                             |

| السعودية                                              | 4–0   | كوريا الشمالية |
| ----------------------------------------------------- | ----- | -------------- |
| - باهبري 28' - آل فتيل 37' - الدوسري 70' - المولد 87' | تقرير |                |

| قطر                    | 2–0   | لبنان |
| ---------------------- | ----- | ----- |
| - الراوي 65' - علي 79' | تقرير |       |

| لبنان | 0–2   | السعودية                   |
| ----- | ----- | -------------------------- |
|       | تقرير | - المولد 12' - المقهوي 67' |

| كوريا الشمالية | 0–6   | قطر                                          |
| -------------- | ----- | -------------------------------------------- |
|                | تقرير | - علي 9'، 11'، 55'، 60' - خوخي 43' - حسن 68' |

| السعودية | 0–2   | قطر              |
| -------- | ----- | ---------------- |
|          | تقرير | - علي 45+1'، 80' |

| لبنان                                                      | 4–1   | كوريا الشمالية       |
| ---------------------------------------------------------- | ----- | -------------------- |
| - فيليكس ميشيل 27' - الحلوي 65'، 90+8' - معتوق 80' (ركلة.) | تقرير | - باك كوانغ-ريونغ 9' |

### المجموعة س

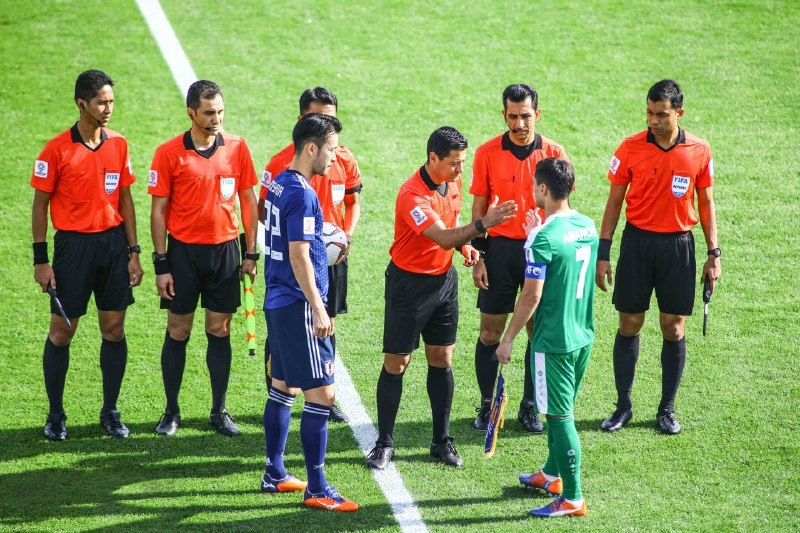
خروج المغلوب بين اليابان وتركمانستان

| م | الفريق     | لعب | ف | ت | خ | أ.له | أ.ع | أ.ف | نقاط | التأهل                      |
| - | ---------- | --- | - | - | - | ---- | --- | --- | ---- | --------------------------- |
| 1 | اليابان    | 3   | 3 | 0 | 0 | 6    | 3   | +3  | 9    | تقدم إلى مرحلة خروج المغلوب |
| 2 | أوزبكستان  | 3   | 2 | 0 | 1 | 7    | 3   | +4  | 6    | تقدم إلى مرحلة خروج المغلوب |
| 3 | عمان       | 3   | 1 | 0 | 2 | 4    | 4   | 0   | 3    | تقدم إلى مرحلة خروج المغلوب |
| 4 | تركمانستان | 3   | 0 | 0 | 3 | 3    | 10  | −7  | 0    |                             |

| اليابان                      | 3–2   | تركمانستان                        |
| ---------------------------- | ----- | --------------------------------- |
| - أوساكو 56'، 60' - دوان 71' | تقرير | - أمانوف 26' - أتاييف 79' (ركلة.) |

| أوزبكستان                    | 2–1   | عمان               |
| ---------------------------- | ----- | ------------------ |
| - أحمدوف 34' - شومورودوف 85' | تقرير | - محسن الغساني 72' |

| عمان | 0–1   | اليابان                 |
| ---- | ----- | ----------------------- |
|      | تقرير | - هاراغوتشي 28' (ركلة.) |

| تركمانستان | 0–4   | أوزبكستان                                        |
| ---------- | ----- | ------------------------------------------------ |
|            | تقرير | - صديقوف 17' - شومورودوف 24'، 42' - مشاريبوف 40' |

| عمان                                              | 3–1   | تركمانستان       |
| ------------------------------------------------- | ----- | ---------------- |
| - المحيجري 20' - محسن الغساني 84' - المسلمي 90+3' | تقرير | - أنادوردييف 41' |

| اليابان                  | 2–1   | أوزبكستان       |
| ------------------------ | ----- | --------------- |
| - موتو 43' - شيوتاني 58' | تقرير | - شومورودوف 40' |

### ترتيب الفرق أصحاب المركز الثالث
| م | مج | الفريق    | لعب | ف | ت | خ | أ.له | أ.ع | أ.ف | نقاط | التأهل                      |
| - | -- | --------- | --- | - | - | - | ---- | --- | --- | ---- | --------------------------- |
| 1 | أ  | البحرين   | 3   | 1 | 1 | 1 | 2    | 2   | 0   | 4    | تقدم إلى مرحلة خروج المغلوب |
| 2 | ج  | قرغيزستان | 3   | 1 | 0 | 2 | 4    | 4   | 0   | 3    | تقدم إلى مرحلة خروج المغلوب |
| 3 | س  | عمان      | 3   | 1 | 0 | 2 | 4    | 4   | 0   | 3    | تقدم إلى مرحلة خروج المغلوب |
| 4 | د  | فيتنام    | 3   | 1 | 0 | 2 | 4    | 5   | −1  | 3    | تقدم إلى مرحلة خروج المغلوب |
| 5 | ر  | لبنان     | 3   | 1 | 0 | 2 | 4    | 5   | −1  | 3    |                             |
| 6 | ب  | فلسطين    | 3   | 0 | 2 | 1 | 0    | 3   | −3  | 2    |                             |

1. 1 2  النقاط التأديبية: قيرغيزستان −5، عمان −6.
2. 1 2  النقاط التأديبية: فيتنام −5، لبنان −7.

## مرحلة خروج المغلوب
في مرحلة خروج المغلوب، يتم استخدام الوقت الإضافي وركلات الجزاء الترجيحية لتحديد الفائز إذا لزم الأمر.

### القوس
|  | دور الـ16                           | دور الـ16                           |                                     |       | ربع النهائي | ربع النهائي |  |  | نصف النهائي | نصف النهائي |  |  | النهائي | النهائي |
|  |                                     |                                     |                                     |       |             |             |  |  |             |             |  |  |         |         |
|  | 20 يناير – استاد هزاع بن زايد       |                                     |                                     |       |             |             |  |  |             |             |  |  |         |         |
|  |                                     |                                     |                                     |       |             |             |  |  |             |             |  |  |         |         |
|  | تايلاند                             | 1                                   |                                     |       |             |             |  |  |             |             |  |  |         |         |
|  | تايلاند                             | 1                                   | 24 يناير – ستاد محمد بن زايد        |       |             |             |  |  |             |             |  |  |         |         |
|  | الصين                               | 2                                   |                                     |       |             |             |  |  |             |             |  |  |         |         |
|  | الصين                               | 2                                   | الصين                               | 0     |             |             |  |  |             |             |  |  |         |         |
|  | 20 يناير – ستاد محمد بن زايد        |                                     | الصين                               | 0     |             |             |  |  |             |             |  |  |         |         |
|  |                                     | إيران                               | 3                                   |       |             |             |  |  |             |             |  |  |         |         |
|  | إيران                               | إيران                               | 3                                   | 2     |             |             |  |  |             |             |  |  |         |         |
|  | إيران                               |                                     | 28 يناير – استاد هزاع بن زايد       | 2     |             |             |  |  |             |             |  |  |         |         |
|  | عمان                                | 0                                   |                                     |       |             |             |  |  |             |             |  |  |         |         |
|  | عمان                                | 0                                   | إيران                               | 0     |             |             |  |  |             |             |  |  |         |         |
|  | 20 يناير – ملعب آل مكتوم            |                                     | إيران                               | 0     |             |             |  |  |             |             |  |  |         |         |
|  |                                     | اليابان                             | 3                                   |       |             |             |  |  |             |             |  |  |         |         |
|  | الأردن                              | اليابان                             | 3                                   | 1 (2) |             |             |  |  |             |             |  |  |         |         |
|  | الأردن                              | 24 يناير – ملعب آل مكتوم            |                                     | 1 (2) |             |             |  |  |             |             |  |  |         |         |
|  | فيتنام (ج.)                         | 1 (4)                               |                                     |       |             |             |  |  |             |             |  |  |         |         |
|  | فيتنام (ج.)                         | 1 (4)                               | فيتنام                              | 0     |             |             |  |  |             |             |  |  |         |         |
|  | 21 يناير – استاد الشارقة            |                                     | فيتنام                              | 0     |             |             |  |  |             |             |  |  |         |         |
|  |                                     | اليابان                             | 1                                   |       |             |             |  |  |             |             |  |  |         |         |
|  | اليابان                             | اليابان                             | 1                                   | 1     |             |             |  |  |             |             |  |  |         |         |
|  | اليابان                             |                                     | 1 فبراير – ستاد مدينة زايد الرياضية | 1     |             |             |  |  |             |             |  |  |         |         |
|  | السعودية                            | 0                                   |                                     |       |             |             |  |  |             |             |  |  |         |         |
|  | السعودية                            | 0                                   | اليابان                             | 1     |             |             |  |  |             |             |  |  |         |         |
|  | 22 يناير – استاد راشد               |                                     | اليابان                             | 1     |             |             |  |  |             |             |  |  |         |         |
|  |                                     | قطر                                 | 3                                   |       |             |             |  |  |             |             |  |  |         |         |
|  | كوريا الجنوبية (ب.و.إ.)             | قطر                                 | 3                                   | 2     |             |             |  |  |             |             |  |  |         |         |
|  | كوريا الجنوبية (ب.و.إ.)             | 25 يناير – ستاد مدينة زايد الرياضية |                                     | 2     |             |             |  |  |             |             |  |  |         |         |
|  | البحرين                             | 1                                   |                                     |       |             |             |  |  |             |             |  |  |         |         |
|  | البحرين                             | 1                                   | كوريا الجنوبية                      | 0     |             |             |  |  |             |             |  |  |         |         |
|  | 22 يناير – استاد آل نهيان           |                                     | كوريا الجنوبية                      | 0     |             |             |  |  |             |             |  |  |         |         |
|  |                                     | قطر                                 | 1                                   |       |             |             |  |  |             |             |  |  |         |         |
|  | قطر                                 | قطر                                 | 1                                   | 1     |             |             |  |  |             |             |  |  |         |         |
|  | قطر                                 |                                     | 29 يناير – ستاد محمد بن زايد        | 1     |             |             |  |  |             |             |  |  |         |         |
|  | العراق                              | 0                                   |                                     |       |             |             |  |  |             |             |  |  |         |         |
|  | العراق                              | 0                                   | قطر                                 | 4     |             |             |  |  |             |             |  |  |         |         |
|  | 21 يناير – ستاد مدينة زايد الرياضية |                                     | قطر                                 | 4     |             |             |  |  |             |             |  |  |         |         |
|  |                                     | الإمارات العربية المتحدة            | 0                                   |       |             |             |  |  |             |             |  |  |         |         |
|  | الإمارات العربية المتحدة (ب.و.إ.)   | الإمارات العربية المتحدة            | 0                                   | 3     |             |             |  |  |             |             |  |  |         |         |
|  | الإمارات العربية المتحدة (ب.و.إ.)   | 25 يناير – استاد هزاع بن زايد       |                                     | 3     |             |             |  |  |             |             |  |  |         |         |
|  | قرغيزستان                           | 2                                   |                                     |       |             |             |  |  |             |             |  |  |         |         |
|  | قرغيزستان                           | 2                                   | الإمارات العربية المتحدة            | 1     |             |             |  |  |             |             |  |  |         |         |
|  | 21 يناير – استاد خليفة بن زايد      |                                     | الإمارات العربية المتحدة            | 1     |             |             |  |  |             |             |  |  |         |         |
|  |                                     | أستراليا                            | 0                                   |       |             |             |  |  |             |             |  |  |         |         |
|  | أستراليا (ج.)                       | أستراليا                            | 0                                   | 0 (4) |             |             |  |  |             |             |  |  |         |         |
|  | أستراليا (ج.)                       |                                     |                                     | 0 (4) |             |             |  |  |             |             |  |  |         |         |
|  | أوزبكستان                           | 0 (2)                               |                                     |       |             |             |  |  |             |             |  |  |         |         |
|  | أوزبكستان                           | 0 (2)                               |                                     |       |             |             |  |  |             |             |  |  |         |         |

### دور الـ16
| الأردن                             | 1–1 (ب.و.إ.) | فيتنام                                                                               |
| ---------------------------------- | ------------ | ------------------------------------------------------------------------------------ |
| - عبد الرحمن 39'                   | تقرير        | - نغوين كونغ فونغ 51'                                                                |
| ركلات الترجيح                      |              |                                                                                      |
| - عبد الرحمن - فيصل - سمير - عرسان | 2–4          | - كوي نغوك هاي - دو هونغ دونغ - لونغ سوان ترونغ - تران مين فونغ - بوي تين دونغ الأول |

| تايلاند        | 1–2   | الصين                               |
| -------------- | ----- | ----------------------------------- |
| - سوباتشاي 31' | تقرير | - شياو جي 67' - غاو لين 71' (ركلة.) |

| إيران                             | 2–0   | عمان |
| --------------------------------- | ----- | ---- |
| - جهانبخش 32' - دجاكه 41' (ركلة.) | تقرير |      |

| اليابان       | 1–0   | السعودية |
| ------------- | ----- | -------- |
| - تومياسو 20' | تقرير |          |

| أستراليا                                | 0–0 (ب.و.إ.) | أوزبكستان                                      |
| --------------------------------------- | ------------ | ---------------------------------------------- |
|                                         | تقرير        |                                                |
| ركلات الترجيح                           |              |                                                |
| - ميليغان - بيهيتش - كروز - جيانو - لكي | 4–2          | - شوكوروف - توختاخوجاييف - عليباييف - بيكماييف |

| الإمارات العربية المتحدة                      | 3–2 (ب.و.إ.) | قرغيزستان                     |
| --------------------------------------------- | ------------ | ----------------------------- |
| - إسماعيل 14' - مبخوت 64' - خليل 103' (ركلة.) | تقرير        | - مورزاييف 26' - رستموف 90+1' |

| كوريا الجنوبية                          | 2–1 (ب.و.إ.) | البحرين       |
| --------------------------------------- | ------------ | ------------- |
| - هوانغ هي-تشان 43' - كيم جين-سو 105+2' | تقرير        | - الرميحي 77' |

| قطر          | 1–0   | العراق |
| ------------ | ----- | ------ |
| - الراوي 62' | تقرير |        |

### ربع النهائي
| فيتنام | 0–1   | اليابان            |
| ------ | ----- | ------------------ |
|        | تقرير | - دوان 57' (ركلة.) |

| الصين | 0–3   | إيران                                     |
| ----- | ----- | ----------------------------------------- |
|       | تقرير | - طارمي 18' - آزمون 31' - أنصاريفرد 90+1' |

| كوريا الجنوبية | 0–1   | قطر        |
| -------------- | ----- | ---------- |
|                | تقرير | - حاتم 78' |

| الإمارات العربية المتحدة | 1–0   | أستراليا |
| ------------------------ | ----- | -------- |
| - مبخوت 68'              | تقرير |          |

### نصف النهائي
| إيران | 0–3   | اليابان                           |
| ----- | ----- | --------------------------------- |
|       | تقرير | - أوساكو 56'، 67' هاراغوتشي 90+1' |

| قطر                                                | 4–0   | الإمارات العربية المتحدة |
| -------------------------------------------------- | ----- | ------------------------ |
| - خوخي 22' - علي 37' - الهيدوس 81' - إسماعيل 90+3' | تقرير |                          |

### النهائي
| اليابان        | 1–3   | قطر                                          |
| -------------- | ----- | -------------------------------------------- |
| - مينامينو 69' | تقرير | - علي 12' - حاتم 27' - أكرم عفيف 83' (ركلة.) |

## الإحصائيات

### الهدافون
عدد الأهداف المُسجلة  130 هدفًا  في 51 مباراة، بمتوسط 2.55 هدفًا في المباراة الواحدة. اللاعبين البارزين بالخط الداكن لا يزالون نشطون في المنافسة.
9 أهداف
- المعز علي

4 أهداف
- سردار آزمون
- يويا أوساكو
- علي مبخوت
- إلدور شومورودوف

3 أهداف
- مهدي طارمي
- فيتالي لوكس

هدفان
- أوير مابيل
- محمد سعد الرميحي
- وو لي
- يو داباو
- سونيل تشيتري
- أشكان دجاكه
- مهند علي
- ريتسو دوان
- غينكي هاراغوتشي
- هلال الحلوي
- محسن الغساني
- بوعلام خوخي
- بسام الراوي
- عبد العزيز حاتم
- فهد المولد
- هوانغ أوي-جو
- كيم مين-جاي
- أحمد خليل
- نغوين كونغ فونغ

هدف
- أبوستولوس جيانو
- كريس إيكونوميديس
- جايمي ماكلارين
- توم روغيتش
- جمال راشد
- غاو لين
- شياو جي
- جيجي لالبيكلوا
- أنيرود تابا
- كريم أنصاريفرد
- سامان قدوس
- علي رضا جهانبخش
- علاء عباس
- علي عدنان
- بشار رسن
- همام طارق
- يوشينوري موتو
- تاكومي مينامينو
- تسوكاسا شيوتاني
- تاكيهيرو تومياسو
- بهاء عبد الرحمن
- موسى التعمري
- أنس بني ياسين
- طارق خطاب
- أخليدين إسرائيلوف
- ميرلان مورزاييف
- تورسونالي رستموف
- حسن معتوق
- فيليكس ميشيل
- باك كوانغ-ريونغ
- محمد المسلمي
- أحمد مبارك المحيجري
- ستيفان شروك
- أكرم عفيف
- حسن الهيدوس
- عبد الكريم حسن
- حامد إسماعيل
- سالم الدوسري
- محمد آل فتيل
- حسين المقهوي
- هتان باهبري
- هوانغ هي-تشان
- كيم جين-سو
- عمر السومة
- عمر خربين
- تشاناتيب سونغكراسين
- سوباتشاي جايديد
- تيراسيل دانغدا
- تيتيبان بوانغتشان
- أرسلانميرات أمانوف
- ألتيميرات أنادوردييف
- أحمد أتاييف
- خميس إسماعيل
- خلفان مبارك
- عادل أحمدوف
- جلال الدين مشاريبوف
- جواهر صديقوف
- نغوين كوانغ هاي
- كوي نغوك هاي

هدف ذاتي
- علي فائز (ضد فيتنام)
- بافل ماتياش (ضد الصين)

### الترتيب النهائي
وفقا لما تنص عليه الاتفاقية الإحصائية في كرة القدم، فإن المباريات التي تتقرر في وقت إضافي تحسب على أنها انتصارات وخسائر، في حين أن المباريات التي تتقرر في ركلات الجزاء الترجيحية تحسب كتعادلات.
| م  | الفريق                       | لعب | ف | ت | خ | أ.له | أ.ع | أ.ف | نقاط | النتيجة النهائية       |
| -- | ---------------------------- | --- | - | - | - | ---- | --- | --- | ---- | ---------------------- |
| 1  | قطر                          | 7   | 7 | 0 | 0 | 19   | 1   | +18 | 21   | البطل                  |
| 2  | اليابان                      | 7   | 6 | 0 | 1 | 12   | 6   | +6  | 18   | الوصيف                 |
| 3  | إيران                        | 6   | 4 | 1 | 1 | 12   | 3   | +9  | 13   | ودع في نصف النهائي     |
| 4  | الإمارات العربية المتحدة (H) | 6   | 3 | 2 | 1 | 8    | 8   | 0   | 11   | ودع في نصف النهائي     |
|    |                              |     |   |   |   |      |     |     |      |                        |
| 5  | كوريا الجنوبية               | 5   | 4 | 0 | 1 | 6    | 2   | +4  | 12   | ودع في ربع النهائي     |
| 6  | الصين                        | 5   | 3 | 0 | 2 | 7    | 7   | 0   | 9    | ودع في ربع النهائي     |
| 7  | أستراليا                     | 5   | 2 | 1 | 2 | 6    | 4   | +2  | 7    | ودع في ربع النهائي     |
| 8  | فيتنام                       | 5   | 1 | 1 | 3 | 5    | 7   | −2  | 4    | ودع في ربع النهائي     |
|    |                              |     |   |   |   |      |     |     |      |                        |
| 9  | الأردن                       | 4   | 2 | 2 | 0 | 4    | 1   | +3  | 8    | ودع في دور الـ16       |
| 10 | أوزبكستان                    | 4   | 2 | 1 | 1 | 7    | 3   | +4  | 7    | ودع في دور الـ16       |
| 11 | العراق                       | 4   | 2 | 1 | 1 | 6    | 3   | +3  | 7    | ودع في دور الـ16       |
| 12 | السعودية                     | 4   | 2 | 0 | 2 | 6    | 3   | +3  | 6    | ودع في دور الـ16       |
| 13 | البحرين                      | 4   | 1 | 1 | 2 | 3    | 4   | −1  | 4    | ودع في دور الـ16       |
| 14 | تايلاند                      | 4   | 1 | 1 | 2 | 4    | 7   | −3  | 4    | ودع في دور الـ16       |
| 15 | قرغيزستان                    | 4   | 1 | 0 | 3 | 6    | 7   | −1  | 3    | ودع في دور الـ16       |
| 16 | عمان                         | 4   | 1 | 0 | 3 | 4    | 6   | −2  | 3    | ودع في دور الـ16       |
|    |                              |     |   |   |   |      |     |     |      |                        |
| 17 | الهند                        | 3   | 1 | 0 | 2 | 4    | 4   | 0   | 3    | ودع في مرحلة المجموعات |
| 18 | لبنان                        | 3   | 1 | 0 | 2 | 4    | 5   | −1  | 3    | ودع في مرحلة المجموعات |
| 19 | فلسطين                       | 3   | 0 | 2 | 1 | 0    | 3   | −3  | 2    | ودع في مرحلة المجموعات |
| 20 | سوريا                        | 3   | 0 | 1 | 2 | 2    | 5   | −3  | 1    | ودع في مرحلة المجموعات |
| 21 | تركمانستان                   | 3   | 0 | 0 | 3 | 3    | 10  | −7  | 0    | ودع في مرحلة المجموعات |
| 22 | الفلبين                      | 3   | 0 | 0 | 3 | 1    | 7   | −6  | 0    | ودع في مرحلة المجموعات |
| 23 | اليمن                        | 3   | 0 | 0 | 3 | 0    | 10  | −10 | 0    | ودع في مرحلة المجموعات |
| 24 | كوريا الشمالية               | 3   | 0 | 0 | 3 | 1    | 14  | −13 | 0    | ودع في مرحلة المجموعات |

### الانضباط
تم إيقاف اللاعب تلقائيًا للمباراة التالية بسبب المخالفات التالية:
- تلقي بطاقة حمراء
- تلقي بطاقتين صفراء في مباراتين؛ تنتهي صلاحية البطاقات الصفراء بعد الانتهاء من ربع النهائي (البطاقة الصفراء لا تُحمل لأي مباراة دولية مستقبلية أخرى).

تم تقديم الإيقافات التالية أثناء البطولة:
| اللاعب           | المخالفة | الإيقاف                                                         |
| ---------------- | --- | --------------------------------------------------------------- |
| جنغ جي           | في التصفيات ضد قطر (التصفيات؛ 5 سبتمبر 2017)                                                                         | المجموعة ج ضد كازاخستان (يوم المباراة 1; 7 يناير)               |
| محمد صالح        | في المجموعة ب ضد سوريا (يوم المباراة 1; 6 يناير)                                                                     | المجموعة ب ضد منتخب أستراليا (يوم المباراة 2; 11 يناير)         |
| هان كوانغ-سونغ   | في المجموعة ر ضد السعودية (يوم المباراة 1; 8 يناير)                                                                  | المجموعة ر ضد منتخب قطر (يوم المباراة 2; 13 يناير)              |
| إيغور كريمتس     | في المجموعة س ضد عمان (يوم المباراة 1; 9 يناير)                                                                      | المجموعة س ضد منتخب تركمانستان (يوم المباراة 2; 13 يناير)       |
| بانسا هيمفيبون   | في المجموعة أ ضد الهند (يوم المباراة 1; 6 يناير) في المجموعة أ ضد البحرين (يوم المباراة 2; 10 يناير)                 | المجموعة أ ضد منتخب الإمارات العربية (يوم المباراة 3; 14 يناير) |
| موسى التعمري     | في المجموعة ب ضد أستراليا (يوم المباراة 1; 6 يناير) في المجموعة ب ضد منتخب سوريا (يوم المباراة 2; 10 يناير)          | المجموعة ب ضد منتخب فلسطين (يوم المباراة 3; 15 يناير)           |
| ترنت سينزبوري    | في المجموعة ب ضد الأردن (يوم المباراة 1; 6 يناير) في المجموعة ب ضد فلسطين (يوم المباراة 2; 11 يناير)                 | المجموعة ب ضد منتخب سوريا (يوم المباراة 3; 15 يناير)            |
| جوناتان كانتيانا | في المجموعة ب ضد سوريا (يوم المباراة 1; 6 يناير) في المجموعة ب ضد أستراليا (يوم المباراة 2; 11 يناير)                | المجموعة ب ضد منتخب الأردن (يوم المباراة 3; 15 يناير)           |
| لي جونغ          | في المجموعة ج ضد الفلبين (يوم المباراة 1; 7 يناير) في المجموعة ج ضد منتخب قيرغيزستان (يوم المباراة 2; 11 يناير)      | المجموعة ج ضد منتخب الصين (يوم المباراة 3; 16 يناير)            |
| دو داي مان       | في المجموعة د ضد العراق (يوم المباراة 1; 8 يناير) في المجموعة د ضد إيران (يوم المباراة 2; 12 يناير)                  | المجموعة د ضد منتخب اليمن (يوم المباراة 3; 16 يناير)            |
| سالم الدوسري     | في المجموعة ر ضد كوريا الشمالية (يوم المباراة 1; 8 يناير) في المجموعة ر ضد منتخب لبنان (يوم المباراة 2; 12 يناير)    | المجموعة ر ضد منتخب قطر (يوم المباراة 3; 17 يناير)              |
| ري إيل جين       | في المجموعة ر ضد منتخب السعودية (يوم المباراة 1; 8 يناير) في المجموعة ر ضد منتخب قطر (يوم المباراة 2; 13 يناير)      | المجموعة ر ضد منتخب لبنان (يوم المباراة 3; 17 يناير)            |
| جونغ إيل-غوان    | في المجموعة ر ضد منتخب قطر (يوم المباراة 2; 13 يناير)                                                                | المجموعة ر ضد منتخب لبنان (يوم المباراة 3; 17 يناير)            |
| سوفان ثونغسونغ   | في المجموعة أ ضد منتخب البحرين (يوم المباراة 2; 10 يناير) في المجموعة أ ضد منتخب الإمارات (يوم المباراة 3; 14 يناير) | دور الـ 16 ضد منتخب الصين (20 يناير)                            |
| جانغ لينبينغ     | في المجموعة ج ضد منتخب كوريا الجنوبية (يوم المباراة 3; 16 يناير) في دور الـ 16 ضد منتخب تايلاند (20 يناير)           | ربع النهائي ضد إيران (24 يناير)                                 |
| وحيد أميري       | في المجموعة د ضد العراق (يوم المباراة 3; 16 يناير) في دور الـ 16 ضد عمان (20 يناير)                                  | ربع النهائي ضد منتخب الصين (24 يناير)                           |
| يوشيتوري موتو    | في المجموعة س ضد منتخب أوزبكستان (يوم المباراة 3; 17 يناير) في دور الـ 16 ضد منتخب السعودية (21 يناير)               | ربع النهائي ضد منتخب فيتنام (24 يناير)                          |
| توم روغيتش       | في المجموعة ب ضد منتخب فلسطين (يوم المباراة 2; 11 يناير) في دور الـ 16 ضد منتخب أوزبكستان (21 يناير)                 | ربع النهائي ضد منتخب الإمارات (25 يناير)                        |
| خميس إسماعيل     | في المجموعة أ ضد البحرين (يوم المباراة 1; 5 يناير) في دور الـ 16 ضد منتخب قيرغيزستان (21 يناير)                      | ربع النهائي ضد منتخب أستراليا (25 يناير)                        |
| عبد الكريم حسن   | في المجموعة ر ضد كوريا الشمالية (يوم المباراة 2; 13 يناير) في دور الـ 16 ضد العراق (22 يناير)                        | ربع النهائي ضد منتخب كوريا الجنوبية (25 يناير)                  |
| عاصم ماديبو      | في مجموعة ر ضد السعودية (يوم المباراة 3; 17 يناير) في دور الـ 16 ضد العراق (22 يناير)                                | ربع النهائي ضد منتخب كوريا الجنوبية (25 يناير)                  |
| مهدي طارمي       | في المجموعة د ضد منتخب فيتنام (يوم المباراة 2; 12 يناير) في ربع النهائي ضد منتخب الصين (24 يناير)                    | نصف النهائي ضد منتخب اليابان (28 يناير)                         |
| عبد العزيز حاتم  | في المجموعة ر ضد السعودية (يوم المباراة 3; 17 يناير) في ربع النهائي ضد كوريا الجنوبية (25 يناير)                     | نصف النهائي ضد منتخب الإمارات (29 يناير)                        |
| بسام الراوي      | في دور الـ 16 ضد العراق (22 يناير) في ربع النهائي ضد كوريا الجنوبية (25 يناير)                                       | نصف النهائي ضد منتخب الإمارات (29 يناير)                        |

## التسويق

### العلامة
الشعار الرسمي لكأس آسيا 2019 كشف النقاب عنه في 23 يناير 2017 في أبوظبي خلال حفل الرسم للجولة الثالثة من تصفيات كأس آسيا 2019. الألوان المستخدمة في الشعار مستمدة من علم الإمارات العربية المتحدة. وتمثل سادس سبع أشرطة تشكلها شرائط ملونة، وتمثل الإمارات السبع للبلد المضيف. وقد استلهم نموذج سداسي عشري للشعار من الفن الإسلامي، وكذلك التقليد الإماراتي القديم باستخدام أوراق النخيل، المعروفة محليًا باسم السعف، في النسج. وترمز الدائرة الخارجية جنبًا إلى جنب مع التصميم الهندسي داخلها إلى رياضة كرة القدم.

### الشعار
وكشف النقاب عن شعار «جلب آسيا معًا» في 5 يناير 2018 مع عام واحد لبدء العمل.

### الكرة

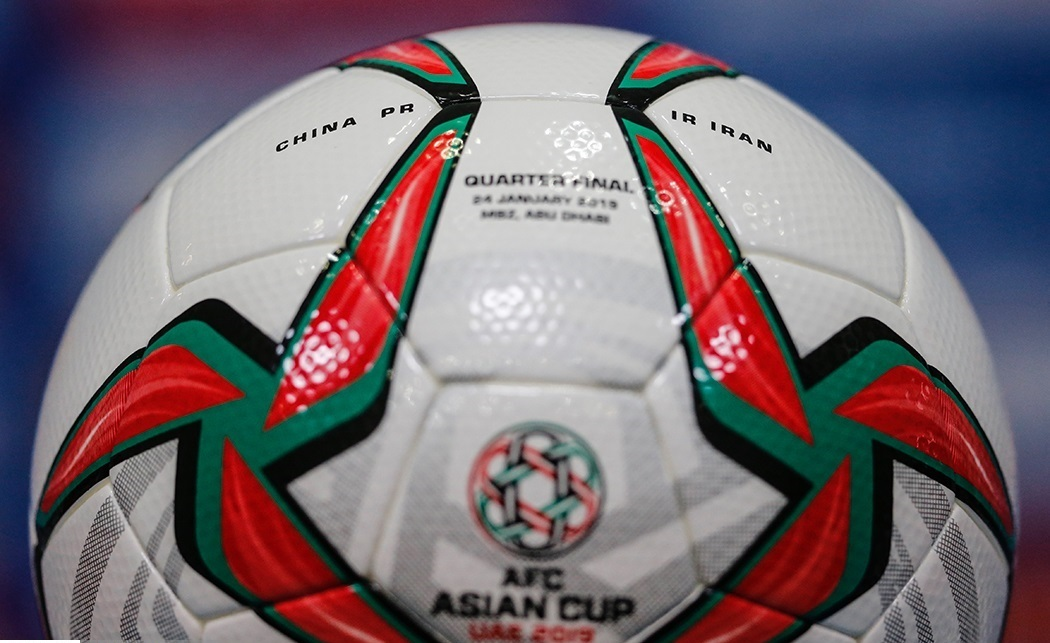
الكرة أثناء بطولة كأس آسيا 2019

يتم توفير كرة المباراة الرسمية من قبل شركة مولتن. وفقًا للاتحاد الآسيوي لكرة القدم، ستعرف كرة المباراة باسم مولتن آنتيك.

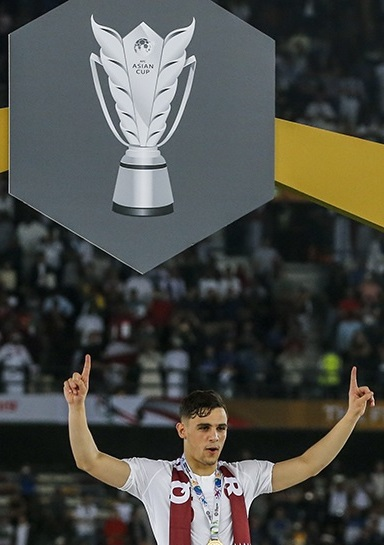
كأس آسيا لعام 2019، بسام الراوي يحتفل بعد الفوز باللقب

### الكأس
أيضًا في يوم السحب في 4 مايو 2018، تم كشف النقاب عن الكأس الجديد التي قدمته شركة توماس ليتي العالمية. بلغ ارتفاع الكأس 78 سم، وعرضه 42 سم، ويزن 15 كيلوغرامًا من الفضة. تم تصميم الكأس على زهرة اللوتس، وهي نبات آسيوي مائي مهم رمزيًا. ترمز خمسة بتلات من اللوتس إلى الاتحادات الكونفدرالية الخمس تحت الاتحاد الآسيوي. يتم نقش أسماء الفائزين حول قاعدة الكأس والتي يمكن فصلها عن جسم الكأس الرئيسي.

### الجائز المالية
بلغ إجمالي أموال الجائزة المخصصة للبطولة 1,480,000 دولار أمريكي. وسيحصل الفائزون على 5 ملايين دولار أمريكي، وسيحصل الفائز الثاني على 3 ملايين دولار، وسيتلقى الفائزون في الدور قبل النهائي بخسارة مليون دولار. كما ستتلقى جميع الفرق المشاركة الـ 24 مبلغ 200,000 دولار أمريكي.

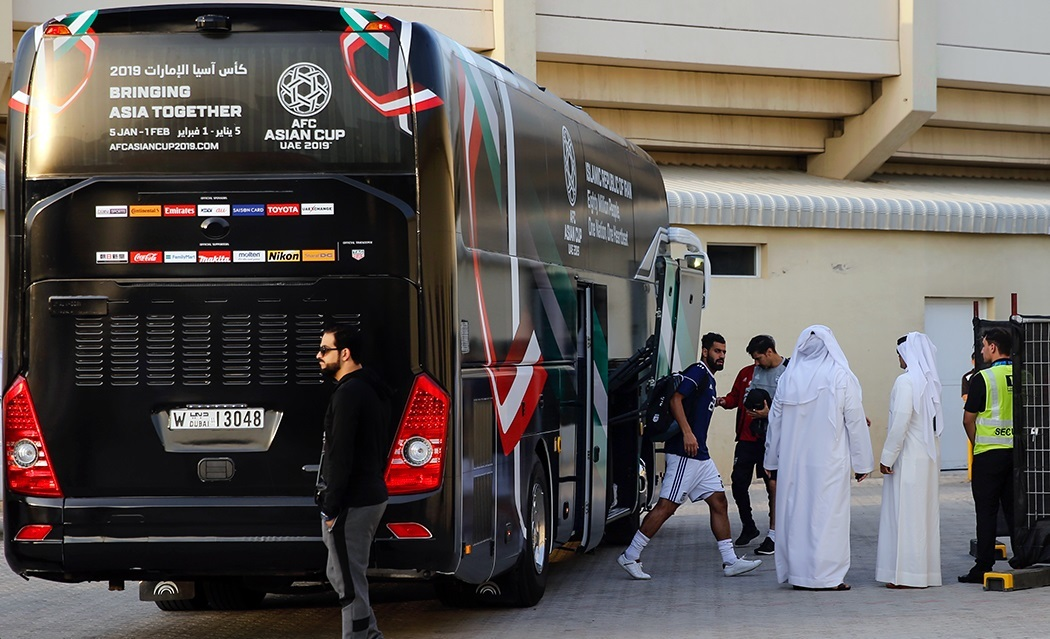
حافلة منتخب إيران لكرة القدم.

### شعارات حافلة الفريق
نظم منظمو البطولة منافسة تمكن خلالها المشجعون من الاختيار والتصويت على الشعارات التي سيتم استخدامها على حافلات الفرق التابعة للمنتخبات الوطنية الـ24 المشاركة. نسخة محفوظة 28 ديسمبر 2018 على موقع واي باك مشين.

## البث
تم بث هذه البطولة بحوالي 80 قناة تلفزيونية تغطي العالم كله. ومن المتوقع أن يراقب 800 مليون شخص المباريات، مع وصول هذه الدورة إلى جمهور تلفزيوني محتمل يضم أكثر من 2.5 مليار شخص. وترد أدناه قائمة بأسماء أصحاب الحق في البث الإذاعي لكأس آسيا 2019.
| الإقليم                                                                                                | القناة                                | مرجع          |
| --- | ------------------------------------- | ------------- |
| الجزائر                                                                                                | المؤسسة العمومية للتلفزيون            |               |
| الوطن العربي                                                                                           | بي إن سبورتس العربية                  | [ 53 ]        |
| آسيا والمحيط الهادئ                                                                                    | فوكس سبورتس آسيا                      | [ 54 ]        |
| أفغانستان                                                                                              | تلفزيون لِمر ‏                          | [ 55 ]        |
| أستراليا                                                                                               | فوكس سبورتس                           | [ 56 ]        |
| دول البلقان - ألبانيا - البوسنة والهرسك - كرواتيا - كوسوفو - مقدونيا - الجبل الأسود - صربيا - سلوفينيا | أرينا الرياضية                        | [ 57 ]        |
| كمبوديا                                                                                                | BTV News ‏                             | [ 58 ]        |
| الصين                                                                                                  | تلفزيون الصين المركزي، ستار سبورتس    | [ 59 ]        |
| الاتحاد الأوروبي                                                                                       | يوروسبورت                             |               |
| ألمانيا                                                                                                | زي دي اف، القناة الألمانية الأولى     |               |
| الهند                                                                                                  | ستار سبورتس                           | [ 60 ] [ 61 ] |
| إيران                                                                                                  | IRIB TV3، قناة الرياضية الإيرانية     | [ 62 ]        |
| اليابان                                                                                                | هيئة بث أساهي، هيئة الإذاعة اليابانية | [ 63 ] [ 64 ] |
| الأردن                                                                                                 | التلفزيون الأردني، تلفزيون عمّان       |               |
| قرغيزستان                                                                                              | KTRK Sport ‏                           | [ 65 ]        |
| لبنان                                                                                                  | تلفزيون لبنان                         | [ 66 ]        |
| المغرب                                                                                                 | الشركة الوطنية للإذاعة والتلفزة       |               |
| قطر | قنوات الكأس الرياضية                  | [ 67 ]        |
| إسبانيا                                                                                                | أنتينا 3                              |               |
| كوريا الجنوبية                                                                                         | جي تي بي سي، جي تي بي سي3 فوكس سبورتس | [ 65 ]        |
| سوريا                                                                                                  | تلفزيون سوريا الرياضية                | [ 65 ]        |
| طاجيكستان                                                                                              | Futbol FFT، Varzish TV                | [ 50 ]        |
| تايلاند                                                                                                | القناة السابعة                        | [ 54 ]        |
| تركمانستان                                                                                             | Turkmenistan Sport ‏                   |               |
| تونس                                                                                                   | مؤسسة الإذاعة والتلفزة التونسية       |               |
| أوزبكستان                                                                                              | MTRK Sport                            |               |
| فيتنام                                                                                                 | تلفزيون فيتنام، VTC                   | [ 54 ]        |
| اليمن                                                                                                  | تلفزيون اليمن الرياضية                |               |

## الشواغل والخلافات
لقد اعتبرت سجلات الحضور الهزيلة مشكلة بالنسبة للإمارات العربية المتحدة في المسابقات الماضية، ولكن المسؤولين في كأس آسيا واثقون من أن المسابقة ستجذب أعدادًا كبيرة.

### تعقيدات السفر للقطريين
برزت خلال البطولة تحديات للمنتخب القطري نتيجة للأزمة الدبلوماسية القطرية بين قطر وعدد من الدول المجاورة المقاطعة بما فيها المضيف الإمارات منذ 5 يونيو 2017، قامت الإمارات العربية المتحدة بتعليق جميع الرحلات المباشرة بين البلدين كما حظرت منذ بداية الأزمة على المواطنين القطريين دخول أراضيها.

### حادثة رمي الأحذية
خلال مباراة الدور قبل النهائي بين قطر والمضيف الإمارات العربية المتحدة، وبعد الهدف الثالث الذي سجله حسن الهيدوس قام اللاعب بالاحتفال بالهدف أمام جماهير المنتخب المنافس مما استفزهم وقام بعض من الجماهير بقذف بعض الأحذية وقوارير المياه على أرضية الملعب. وأكد الاتحاد الآسيوي لكرة القدم فتحه تحقيق بالواقعة حيث أوضح في بيان للسي إن إن: «نقوم بالتحقيق في أحداث مباراة نصف نهائي الإمارات 2019 وحالما تنتهي التحقيقات سيتم اتخاذ الخطوات المناسبة»، وتابع الاتحاد في بيانه مؤكدًا: «سلامة لاعبينا وجماهيرنا هي الأهم بالنسبة للاتحاد الآسيوي لكرة القدم ونحن نعمل مع لجنة التنظيم المحلية والسلطات المحلية للتأكد من أن الإجراءات الأمنية في مكانها للمباراة النهائية».

### التجنيس
أكد الاتحاد الآسيوي في بيانه على استلامه شكوى رسمية قدمها الاتحاد الإماراتي لكرة القدم بحق اللاعبين المجنسين في صفوف المنتخب القطري المعز علي وبسام الراوي، تشكيكًا بسلامة المستندات التي قدمها الاتحاد القطري لكرة القدم، والتي تتحدث عن ولادة أمهات كل منهما في قطر بغرض التحايل على المادة السابعة من قانون الاتحاد الدولي لكرة القدم الخاص بتجنيس اللاعبين؛ والذي يمنع مشاركة اللاعب تحت سن 23 مع منتخب لبلد غير بلده الأصلي، إلا بعد مرور 5 سنوات على التواجد في تلك البلد بعد بلوغه سن الـ18 عاماً، وأضاف الاتحاد الآسيوي: «هذه الشكوى ستراجع وفق قواعد الاتحاد». بعد ذلك نشر الاتحاد الآسيوي بيانًا سريعًا قبل ساعات من نهائي بطولة كأس آسيا لكرة القدم مفاده أن لجنة التأديب والأخلاق في الاتحاد الآسيوي لكرة القدم ترفض الاحتجاج الذي قدمته الإمارات في عدم أهلية اللاعبين في المنتخب القطري.

## وصلات خارجية
- الموقع الرسمي
, the-AFC.com
- AFC Asian Cup UAE 2019, stats.the-AFC.com